# Lisianthius capitatus
Lisianthius capitatus är en gentianaväxtart som beskrevs av Ignatz Urban. Lisianthius capitatus ingår i släktet Lisianthius och familjen gentianaväxter. Inga underarter finns listade i Catalogue of Life.